# Rødding Herred
Rødding Herred ligger i den sydvestlige del af Salling, i det gamle Viborg Amt.
Det  hed i Kong Valdemars Jordebog Rythingshæreth {1404: Røding, 1407 : Rødhinge) og hørte i middelalderen  til Sallingsyssel; Fra 1660 Skivehus Amt. Herredets gamle tingsted menes at have ligget i Vejby, men herredet blev i 1688 sammenlagt med de andre herreder i Salling til een jurisdiktion. Rødding Herred  grænser mod øst til Hindborg Herred og mod nordøst til Harre Herred, mod
syd til  Ringkjøbing Amt (Ginding Herred) og er i øvrigt omgivet af Limfjorden (Sønder Lem Vig, Kås Bredning og Lysen Bredning). 
I herredet ligger følgende sogne:
- Balling Sogn - (Spøttrup Kommune)
- Håsum Sogn  - (Spøttrup Kommune)
- Krejbjerg Sogn - (Spøttrup Kommune)
- Lem Sogn - (Spøttrup Kommune)
- Lihme Sogn - (Spøttrup Kommune)
- Ramsing Sogn - (Spøttrup Kommune)
- Rødding Sogn - (Spøttrup Kommune)
- Vejby Sogn - (Spøttrup Kommune)

Valgmenighed
- Rødding-Krejbjerg Valgmenighed

## Eksterne kilder og henvisninger
- Rødding Herred i J.P. Trap: Kongeriget Danmark, udarbejdet af H. Weitemeyer (3. udgave, 4. bind 1901)

56°37′1.71″N 8°47′3.32″Ø / 56.6171417°N 8.7842556°Ø